# National Lampoon's Van Wilder
National Lampoon's Van Wilder o Van Wilder: Animal Party es una película de comedia de 2002 dirigida por Walt Becker que es protagonizada por Ryan Reynolds como el personaje principal. La película también es protagonizada por Kal Penn, Tara Reid, y Daniel Cosgrove. Cuenta con el debut de actuación de Sophia Bush. La película está basada en Bert Kreischer.

## Reparto
| Actor              | Personaje                          | Notas         |
| ------------------ | ---------------------------------- | ------------- |
| Ryan Reynolds      | Vance "Van" Wilder, Jr.            |               |
| Tara Reid          | Gwendolyn "Gwen" Elizabeth Pearson |               |
| Kal Penn           | Taj Mahal Badalandabad             |               |
| Tim Matheson       | Vance Wilder, Sr.                  |               |
| Paul Gleason       | Profesor McDougal                  |               |
| Daniel Cosgrove    | Richard "Dick" Bagg                |               |
| Teck Holmes        | Hutch                              |               |
| Emily Rutherfurd   | Jeannie                            |               |
| Deon Richmond      | "Mini Cochran"                     |               |
| Alex Burns         | Gordon                             |               |
| Chris Owen         | Timmy                              |               |
| Ivana Bozilovic    | Naomi                              |               |
| Sophia Bush        | Sally                              |               |
| Simon Helberg      | Vernon                             |               |
| Quentin Richardson | Q                                  |               |
| Michael Olowokandi | Leron                              |               |
| Darius Miles       | Darius                             |               |
| Erik Estrada       | Él mismo                           |               |
| Edie McClurg       | Guía del Campo                     |               |
| Tom Everett Scott  | Elliot Grebb                       | No acreditado |
| Walt Becker        | Bombero                            | No acreditado |